# Кравець Василь Павлович
Васи́ль Па́влович Краве́ць (14 травня 1953, с. Росохач Чортківського району Тернопільської області) — український господарник, громадський діяч. Депутат Тернопільської обласної ради 2-х скликань (1998, 2002). 20 квітня 2005 — 30 січня 2006 — голова Тернопільської обласної ради.

## З життєпису
Закінчив Копичинський технікум бухгалтерського обліку (1971), Тернопільський фінансово-економічний інститут (1978, нині ЗУНУ). Працював економістом Козівського районного управління сільського господарства.
1978—1983 — головний бухгалтер, згодом — директор радгоспу в селі Горинка Кременецького району.
Від 1998 — голова Кременецької РДА, від травня 2002 — заступник голови Тернопільської обласної ради.